# 加泰罗尼亚共产党
加泰罗尼亚共产党（缩写为PCC）是西班牙历史上的一个共产主义政党，是西班牙共产党在加泰罗尼亚地区的分支。1932年，该党在加泰罗尼亚-巴利阿里共产主义联盟的基础上成立。1936年，该党与其他几个党派合并为加泰罗尼亚统一社会党。当时，该党约有成员2000人。